# Brug 1141

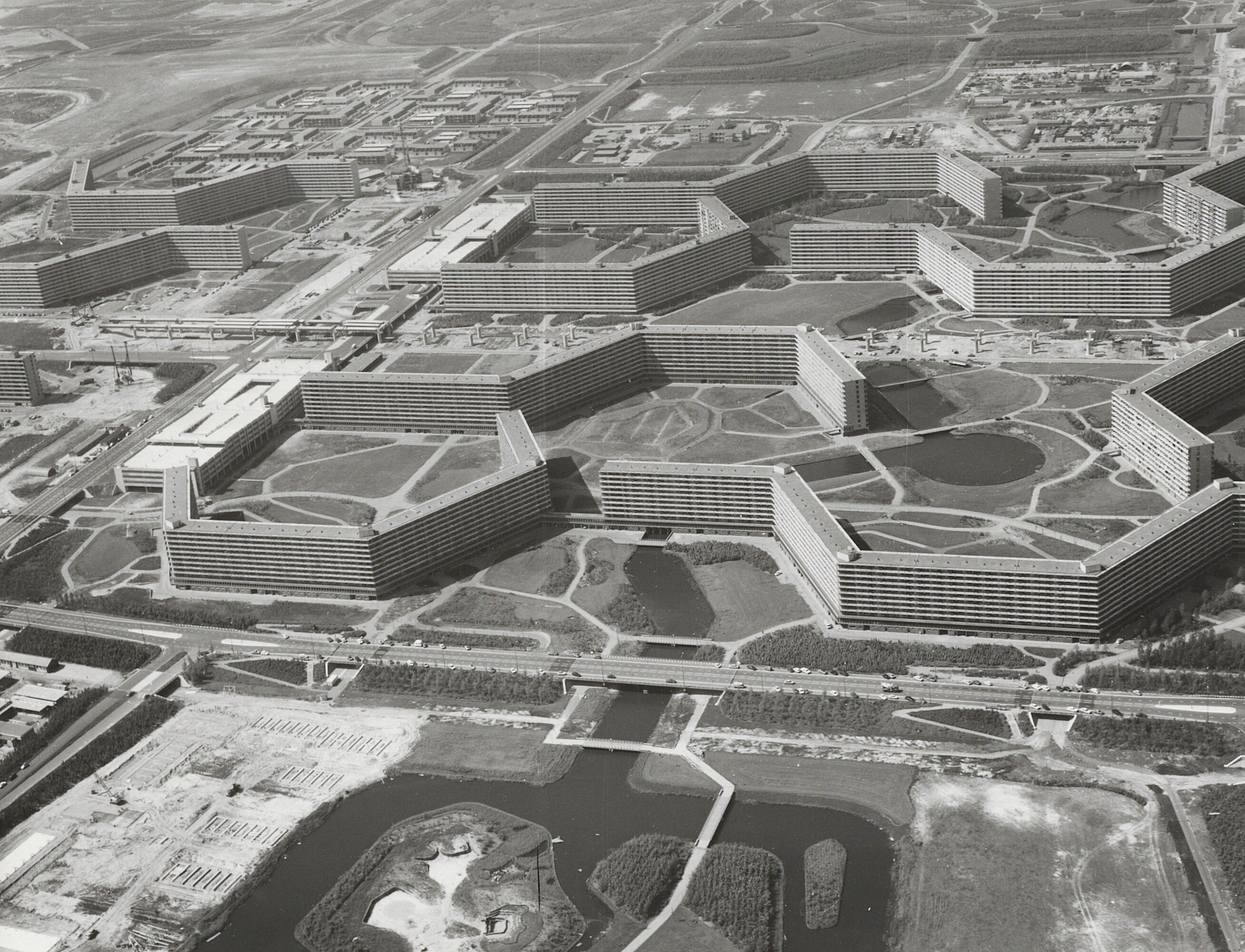
Brug 1141 tussen tweede horizontale rij flats Grubbehoeve (rechts) en Kleiburg (links) (1973)

Brug 1141 is een bouwkundig kunstwerk in Amsterdam-Zuidoost.
De betonnen liggerbrug ligt officieel in de straat Kleiburg, maar die heeft aan alle kanten uitlopers. Een van die uitlopers loopt naar een eilandje (diameter 21 meter) in wat de Grubbezee (vernoemd naar de flat Grubbehoeve) of Colakreek (naar de Surinaamse Colakreek, maar vooral dankzij het leeggieten van Colaflessen tijdens een festival) wordt genoemd. Op dat eilandje staat het beeld Mama Aïsa van Chaim Oren. Het eilandje kan alleen bereikt en verlaten worden via brug 1141. 
Architect Dirk Sterenberg van de Dienst der Publieke Werken ontwierp  een anderhalve meter brede voetbrug, die de verbinding verzorgde tussen gebieden rondom Grubbehoeve en Kleibrug. De brug kreeg het uiterlijk mee van meerdere bruggen in deze buurt, de zogenaamde maaiveldbruggen, zie bijvoorbeeld brug 1110. Ook hier werden iele zwart/grijze leuningen, een borstwering met ankergaten en een nummerplaat tussen de leuningen toegepast. Bij herinrichting van het gebied tussen de twee flats werd hier een open water gegraven. Brug 1141 leidt sindsdien alleen maar naar het eilandje waarop het beeld staat.

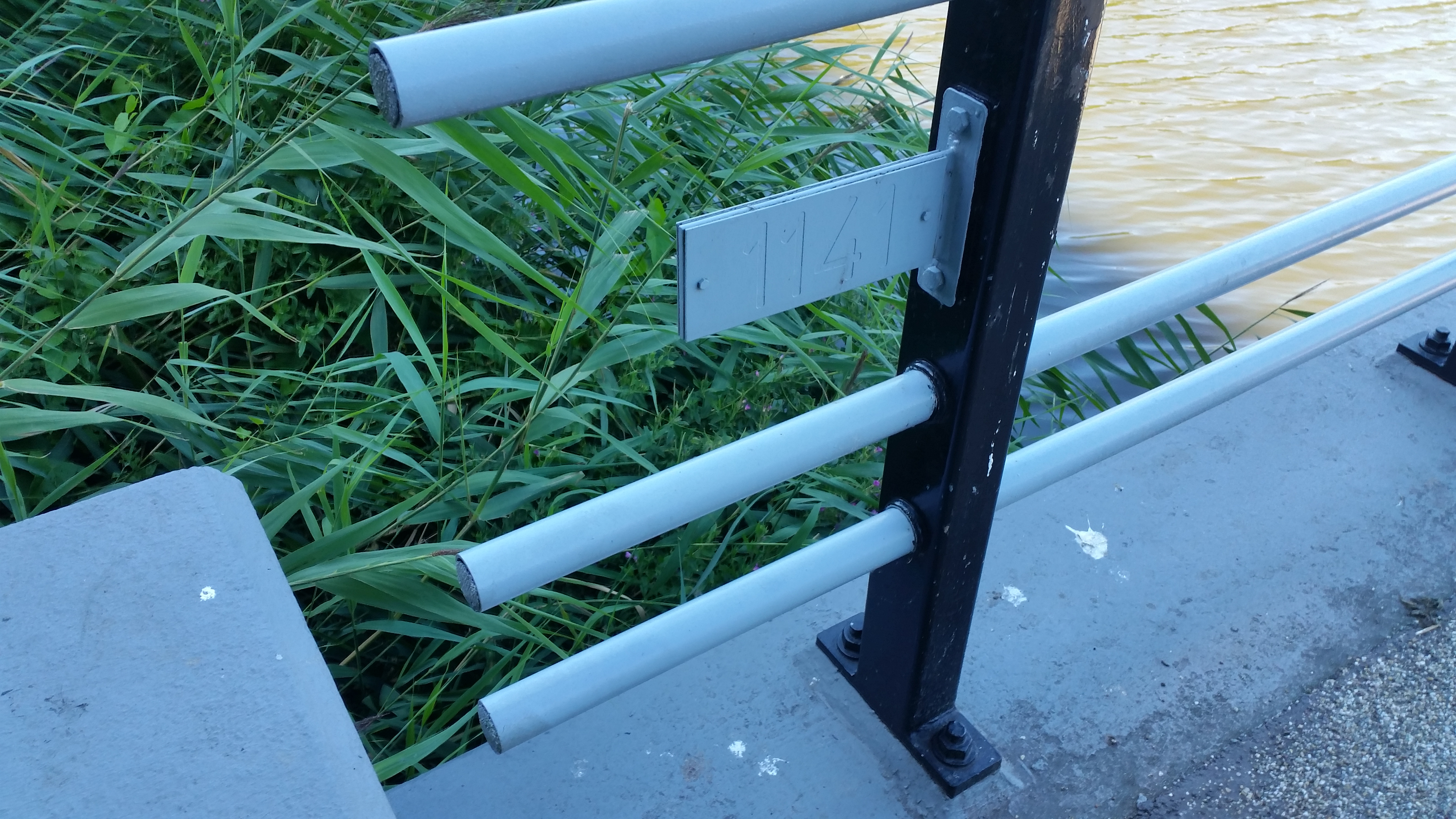
Nummerplaatje (augustus 2020)

<<< · 1100 · 1101 · 1107 · 1008 · 1009 · 1110 · 1111 · 1119 · 1121 · 1122 · 1123 · 1124 · 1125 · 1126 · 1127 · 1128 · 1129 · 1130 · 1131 · 1132 · 1133 · 1134 · 1135 · 1139 · 1140 · 1141 · 1142 · 1143 · 1144 · 1145 · 1146 · 1148 · 1149 · 1150 · 1151 · 1152 · 1153 · 1154 · 1155 · 1156 · 1157 · 1159 · 1162 · 1163 · 1164 · 1165 · 1167 · 1170 · 1171 · 1172 · 1173 · 1174 · 1175 · 1176 · 1177 · 1179 · 1180 · 1181 · 1182 · 1183 · 1184 · 1186 · 1187 · 1188 · 1189 · 1190 · 1191 · 1192 · 1193 · 1194 · 1195 · 1196 · 1197 · 1198 · 1199 · >>>
Brugnummers 1102-1106 (gesloopt), 1112-1118 (gesloopt), 1120, 1136-1138, 1145, 1147, 1158 (onbekend), 1160, 1161, 1166, 1168, 1169, 1178 en 1185 (voetbrug Bijlmerweide bouw 1970, sloop 2015) zijn niet (meer) vergeven.